# 4478 Blanco
A 4478 Blanco (ideiglenes jelöléssel 1984 HG1) a Naprendszer kisbolygóövében található aszteroida. W. Ferreri,  Vincenzo Zappalà fedezte fel 1984. április 23-án.